# Syrkhultasjön
Syrkhultasjön är en sjö som ligger på gränsen mellan Klippans och Höörs kommuner i Skåne och ingår i Rönne ås huvudavrinningsområde. Sjön är 1,9 meter djup, har en yta på 0,347 kvadratkilometer och befinner sig 121 meter över havet.

## Delavrinningsområde
Syrkhultasjön ingår i det delavrinningsområde (621374-134990) som SMHI kallar för Mynnar i Rönne å. Medelhöjden är 109 meter över havet och ytan är 101,15 kvadratkilometer. Det finns inga avrinningsområden uppströms utan avrinningsområdet är högsta punkten. Snällerödsån som avvattnar avrinningsområdet har biflödesordning 2, vilket innebär att vattnet flödar genom totalt 2 vattendrag innan det når havet efter 65 kilometer. Avrinningsområdet består mestadels av skog (63 %) och jordbruk (22 %). Avrinningsområdet har 0,79 kvadratkilometer vattenytor vilket ger det en sjöprocent på 0,8 %. Bebyggelsen i området täcker en yta av 0,94 kvadratkilometer eller 1 % av avrinningsområdet.